# Джек і бобове дерево: Справжня історія
Джек і бобове дерево: Справжня історія (англ. Jack and the Beanstalk: The Real Story) — американська фентезійна теленовела 2001 року режисера Браяна Генсона. Знятий на основі класичної англійської казки «Джек і бобове зерно».

## У ролях
| Актор            | Роль                  |
| ---------------- | --------------------- |
| Меттью Модайн    | Джек Робінсон         |
| Міа Сара         | Ондін                 |
| Ванесса Редгрейв | баронеса Вільгельміна |
| Деріл Ганна      | Теспі                 |
| Джон Войт        | Зіггі Мангейм         |
| Антон Лессер     | Відас Мерлініс        |
| Річард Аттенборо | Магог                 |
| Білл Барретта    | Тандердел             |
| Джим Картер      | Одін                  |
| Джеймс Корден    | Бран                  |
| Джонатан Гайд    | Дуссан                |